# جنیفر سالینگ
جنیفر سالینگ (انگلیسی: Jennifer Salling؛ زادهٔ ۴ ژوئیهٔ ۱۹۸۷) بازیکن سافت‌بال اهل کانادا است.
وی در مسابقات کشوری و بین‌المللی در مجموع برندهٔ ۱ مدال طلا، ۳ مدال نقره، ۱ مدال برنز شده‌است.